# Abzeichengesetz 1960
Mit dem Abzeichengesetz 1960 wurde in Österreich das öffentliche Zurschaustellen von Abzeichen, Uniformen oder Uniformteilen verbotener Organisationen unter Strafe gestellt. Der offizielle Langtitel des Gesetzes lautet Bundesgesetz vom 5. April 1960, mit dem bestimmte Abzeichen verboten werden. Das Gesetz wurde vor allem eingeführt, um nationalsozialistische Propaganda in der Öffentlichkeit zu unterbinden. Die bisher letzte Änderung fand im Jahr 2023 statt (Stand: Mai 2024).

## Inhalt

### Aufbau
Das Abzeichengesetz ist ein kurzes, aus vier Paragraphen bestehendes Regelwerk:
- § 1 beschreibt die verbotenen Abzeichen
- § 2 enthält die Ausnahmebestimmungen
- § 3 legt den Strafrahmen fest
- § 4 benennt die Vollzugsbehörde

### Verbotene Abzeichen
Paragraph eins untersagt das öffentliche Tragen, das Zurschaustellen, die Darstellung und die Verbreitung von Abzeichen, Uniformen und Uniformteilen verbotener Organisationen. Verbotene Organisationen sind vor allem nationalsozialistische Organisationen. Diese werden im Verbotsgesetz 1947 beschrieben.
Als Abzeichen gelten auch Symbole, Kennzeichen und Embleme. Verboten sind auch solche Symbole, die „auf Grund ihrer Ähnlichkeit oder ihrer offenkundigen Zweckbestimmung“ als Ersatz originaler Symbole gebraucht werden. Damit erstreckt sich das Verbot nicht nur auf offensichtlich verbotene Zeichen wie Hakenkreuze, sondern auch auf solche, die diese nur andeuten oder nachahmen, wie etwa Hakenkreuze mit Auslassungen oder andere entsprechende Zeichen mit sonstigen Ergänzungen.

### Ausnahmen
Die Ausnahmebestimmungen sind in Paragraph zwei festgelegt. Solange nicht das Ideengut einer
verbotenen Organisation gutgeheißen oder propagiert wird, sind folgende vier Darstellungsformen vom Verbot ausgenommen:
- Druckwerke
- bildliche Darstellungen
- Aufführungen von Bühnen- und Filmwerken
- Ausstellungen, bei denen Ausstellungsstücke, die unter das Verbot fallen, keinen wesentlichen Bestandteil der Ausstellung darstellen oder wenn sich die Ausstellung eindeutig gegen das Ideengut der betreffenden verbotenen Organisation richtet.

### Strafen
Wer dem Verbot zuwiderhandelt, ist von der Bezirksverwaltungsbehörde, in Gemeinden, in denen die Landespolizeidirektion als Sicherheitsbehörde I. Instanz fungiert von dieser, mit Geldstrafe bis zu 4000 Euro oder mit Freiheitsstrafe bis zu einem Monat zu bestrafen. Überwiegen erschwerende Umstände, so können Geld- und Freiheitsstrafen auch nebeneinander verhängt werden.

### Vollzug
Mit dem Vollzug des Gesetzes ist das Bundesministerium für Inneres betraut.